# یاسین خان
یاسین خان (بنگالی: ইয়াছিন খাঁন؛ زادهٔ ۱۶ سپتامبر ۱۹۹۴) بازیکن فوتبال اهل بنگلادش است.
از باشگاه‌هایی که در آن بازی کرده است می‌توان به باشگاه فوتبال شیخ جمال دانموندی و باشگاه فوتبال شیخ راسل اشاره کرد.
وی همچنین در تیم‌های ملی فوتبال زیر ۲۳ سال بنگلادش و بنگلادش بازی کرده است.